# Pacita Abad
Pour les articles homonymes, voir Abad.
Pacita Abad, née le 5 octobre 1946 à Basco, dans la province de Batanes, et décédée le 7 décembre 2004 sur l'île de Batan, est une peintre philippine.

## Biographie
Issue d'une famille engagée politiquement, elle fait des études de sciences politiques à l'université des Philippines. En 1969, alors qu'à la tête de l’État philippin, le président Marcos s'impose contre son principal opposant, le chef du parti libéral Aquino, ses parents l'envoient poursuivre ses études aux États-Unis. En 1970, installée à San Francisco, elle épouse un peintre, George Kleiman, et décide de se consacrer à la peinture, participant à la vie artistique locale. Séparée de son premier mari, elle voyage en auto-stop en Asie pendant un an, avec Jack-Garrity qu'elle épouse. En 1975, elle revient étudier la peinture à la Corcoran School of Art de Washington, en 1977 à l'Art Students League de New York,.
Elle voyage ensuite durant plusieurs années, aux États-Unis, au Mexique, en Inde, en Afghanistan, au Yémen, au Mali, en Papouasie-Nouvelle-Guinée et en Indonésie, en peintre itinérant voyageant avec ses toiles. Ses voyages influencent de manière significative son style artistique, et sont pour elle une source d'inspiration,.
Elle est devenue une artiste prolifique, créant plus de 5 000 œuvres d'art, organisant une soixantaine d'expositions personnelles et participant à environ 70 expositions collectives dans des musées et galeries sur tous les continents, en Amérique du Nord, Amérique latine, Asie, Europe, et Afrique. Son travail est maintenant dans des collections d'art, publiques ou privées, dans plus de 70 pays. En janvier 2004, quelques mois avant sa mort, elle peint un pont de 55 mètres à Singapour, l'Alkaff Bridges.